# Unos torn

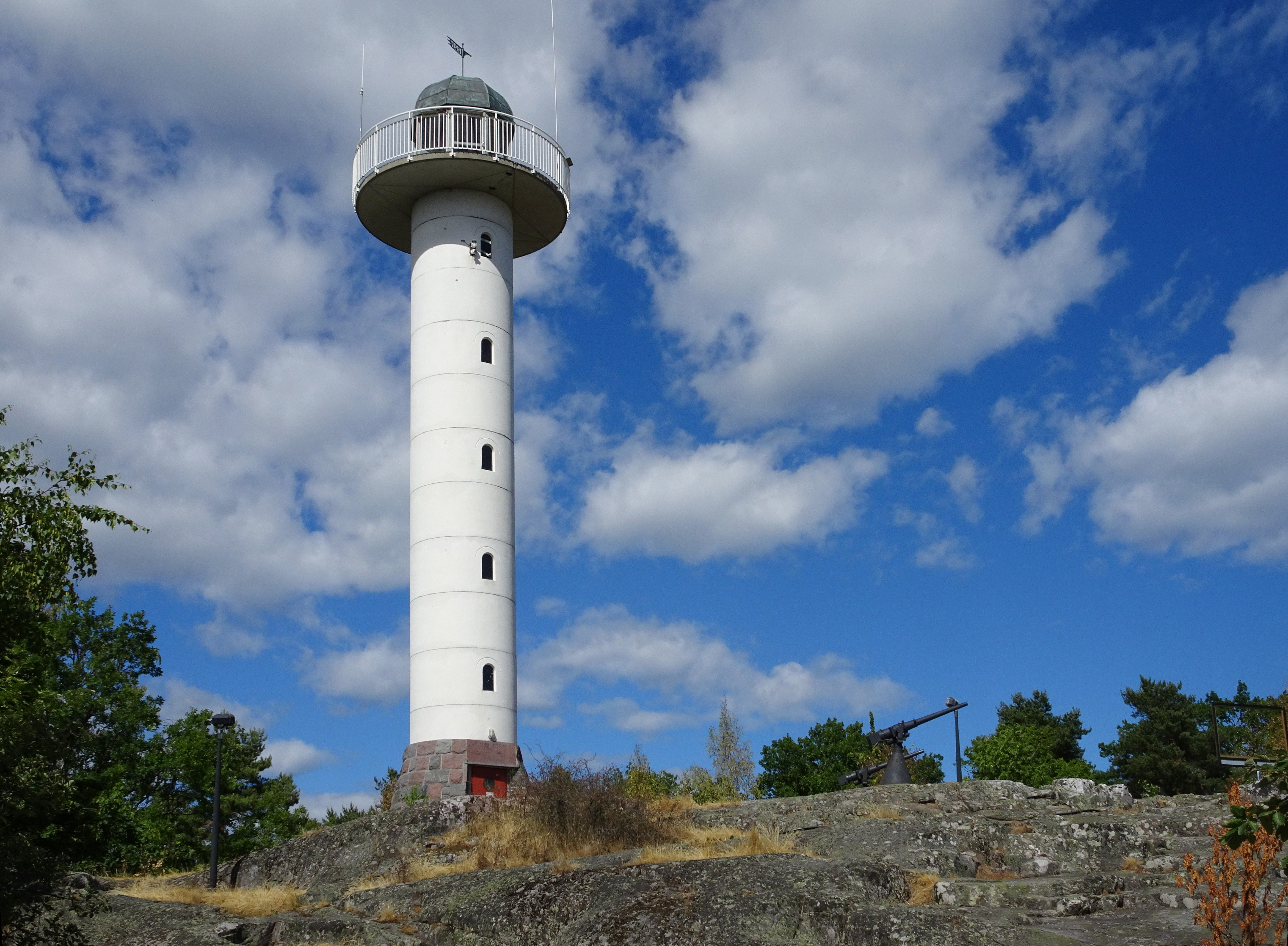
Unos torn, juni 2018.

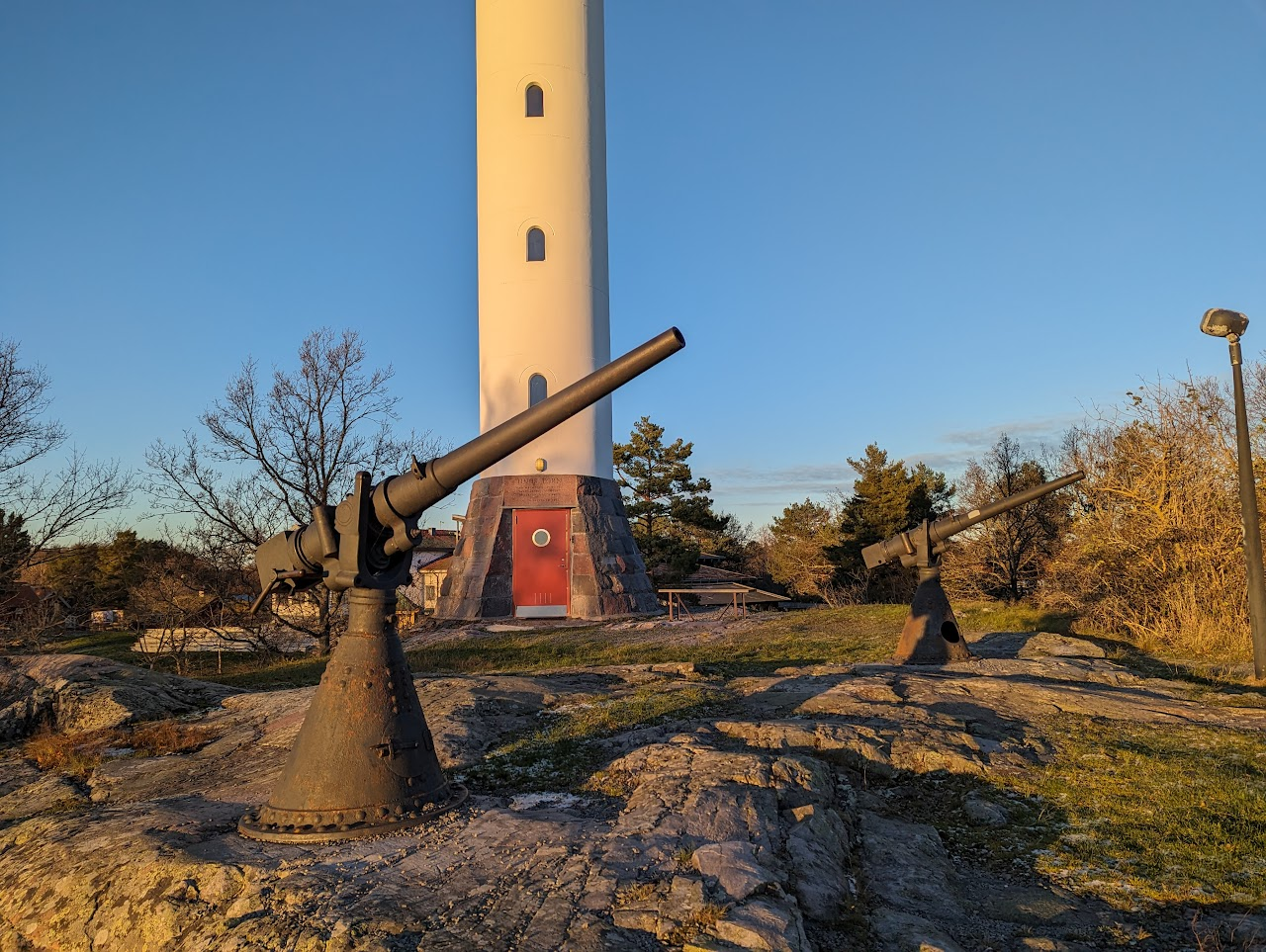
Kanonera från det rysk-japanska kriget i förgrunden, och Unos torn i bakgrunden.

Unos torn är ett utsiktstorn på Kulbacken i Västervik i Västerviks kommun, Kalmar län. Tornet ägs av Västerviks museum.

## Historik
Unos torn uppfördes 1997 efter ritningar av arkitekt Tommy Lyberg. Namnet har tornet efter sin donator tandläkaren Uno Malmberg (1909–1991) från Gamleby som för ändamålet testamenterade 500 000 kronor till dåvarande Kulbackens museum och Västerviks kommun sex år tidigare. År 1995 godkände museets styrelse förslaget och på valborgsmässoafton 1997 invigdes byggnaden av Magnus Härenstam som var systerson till Uno Malmberg. Tornet var då 15 meter högt.
År 1998 höjdes tornet med ytterligare tre meter, efter en donation på 150 000 kronor av Olle Blomberg som ville förbättra utsikten. Själva tornet är nu 18 meter högt och utsiktsplattformen befinner sig 34 meter över havet. För att nå utsiktsplattformen får man gå i 98 trappsteg. Tornet är tillgängligt för allmänheten. Utanför tornet står två kanoner som satt på ett ryskt torpedfartyg under rysk-japanska kriget 1904–05.

## Bilder

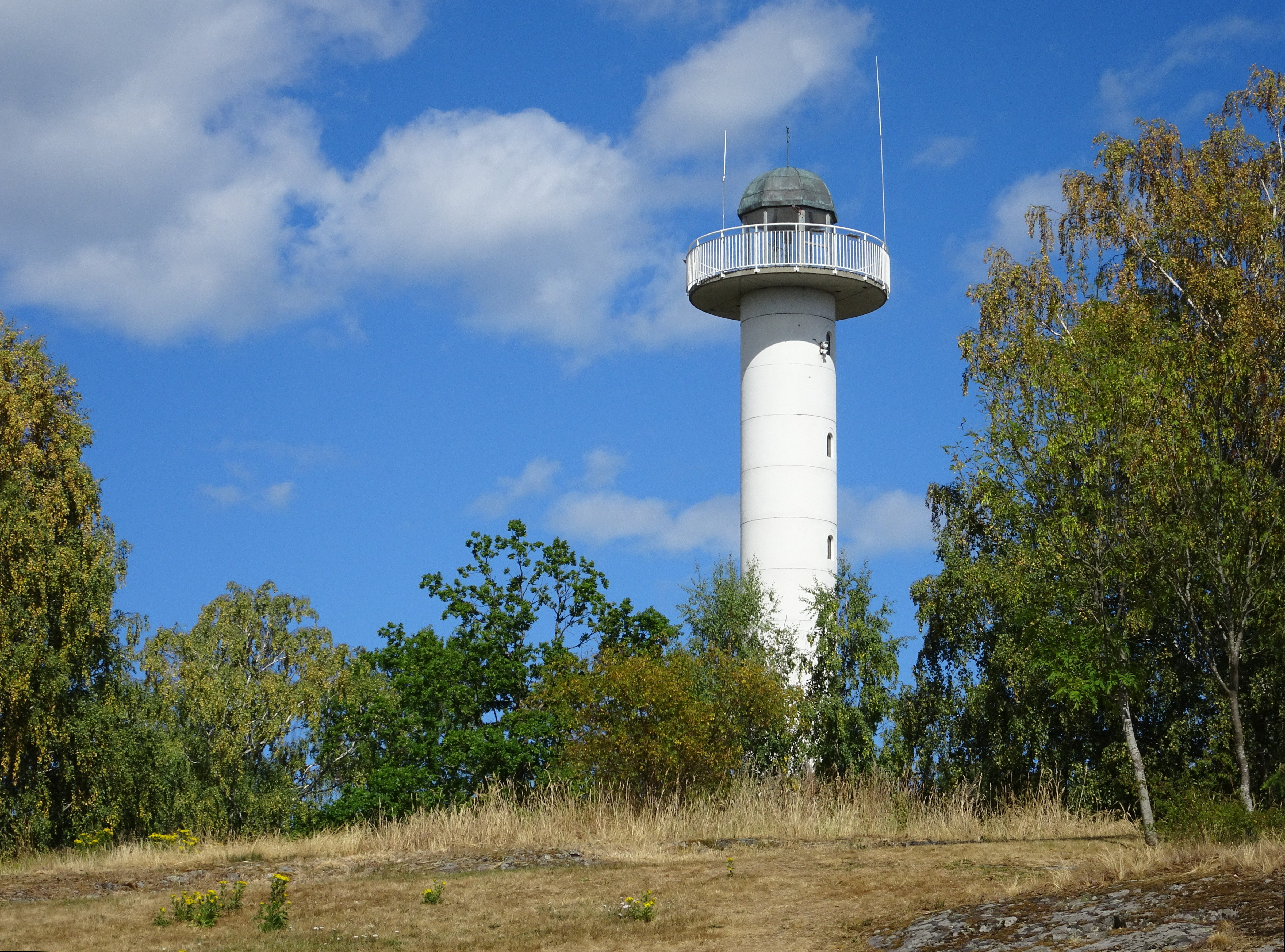
Tornet och Kulbacken
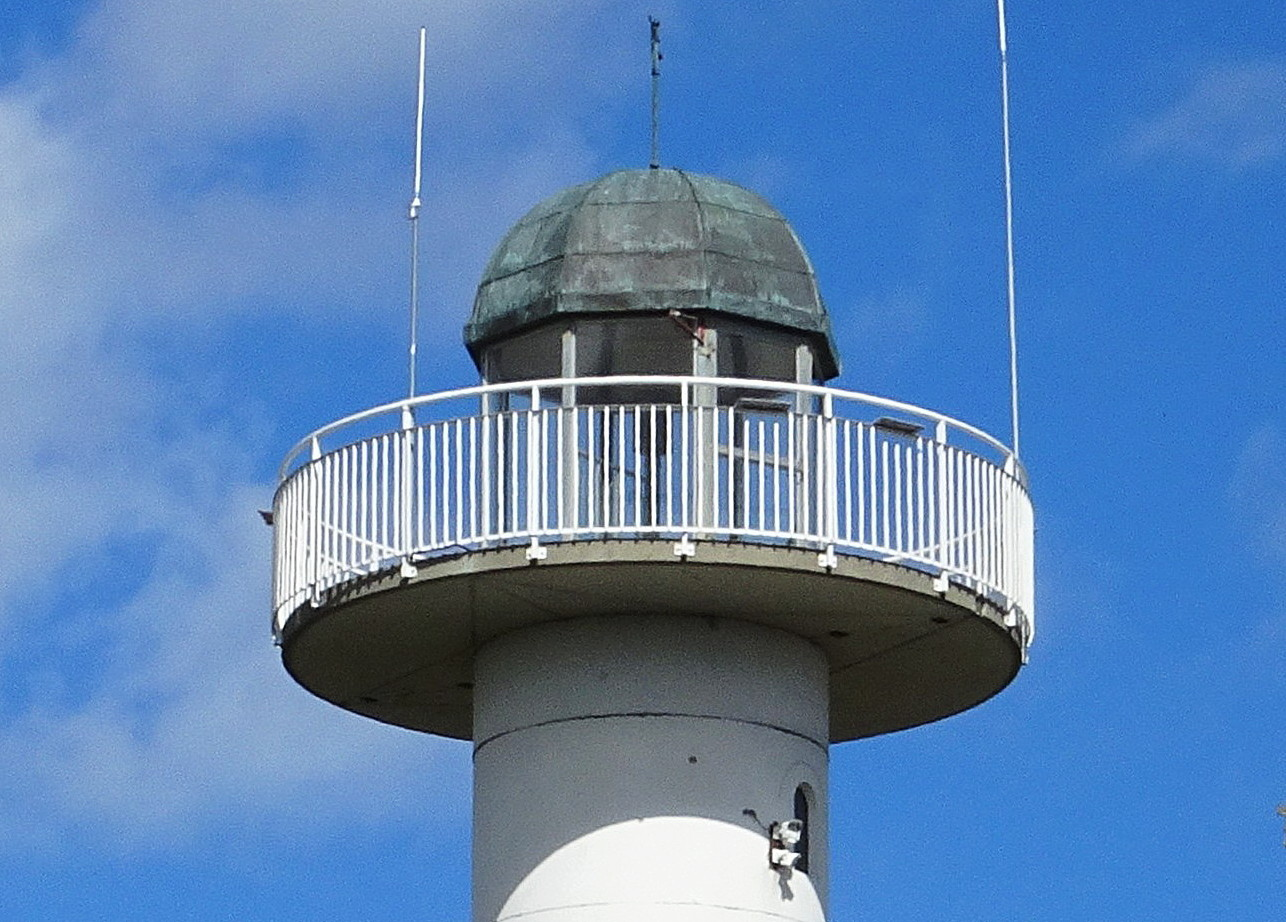
Utsiktsplattformen
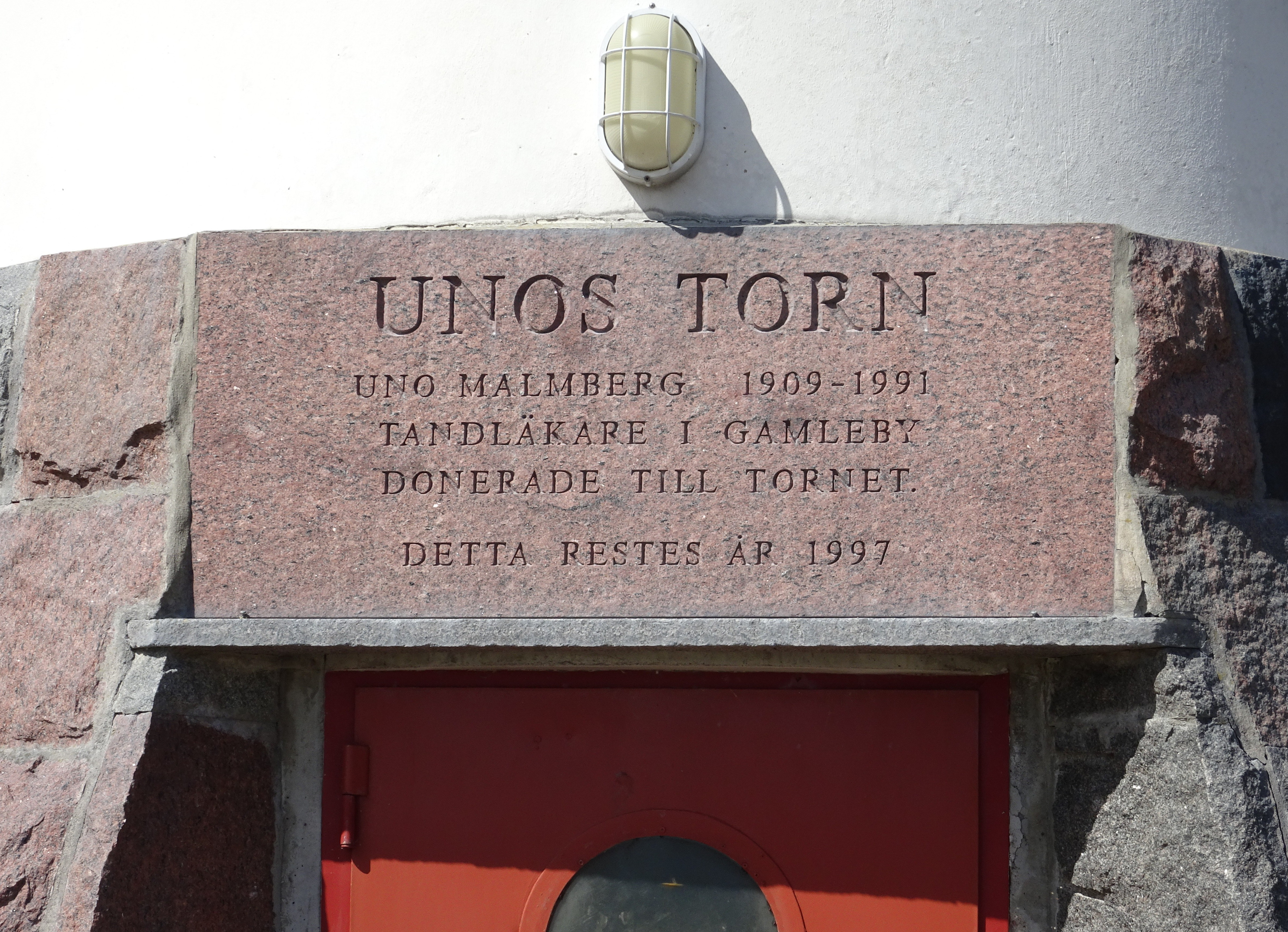
Minnestavla över entrén
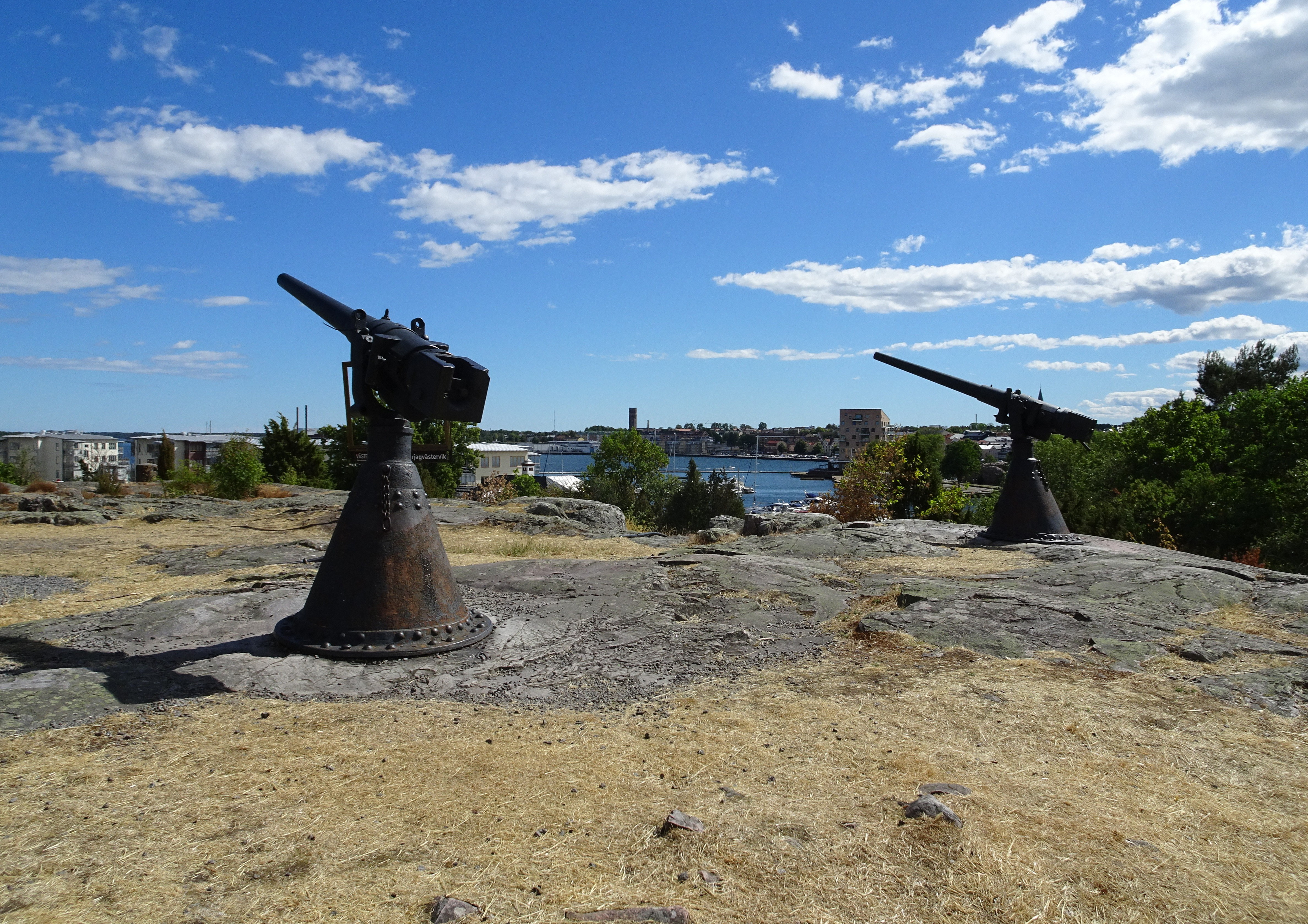
Kanonerna nedanför tornet